# Peruviaanse algemene verkiezingen 1985
De Peruviaanse algemene verkiezingen in 1985 vonden plaats op 14 april.
De nieuwe president van Peru werd Alan García Pérez en de twee nieuwe vicepresidenten van Peru werden Luis Alberto Sánchez Sánchez en Luis Alva Castro. García's Amerikaanse Populaire Revolutionaire Alliantie (APRA) werd de grootste partij in zowel het Kamer van Afgevaardigden als de Senaat.

## Uitslag

### Presidentsverkiezingen
Tijdens de presidentsverkiezingen behaalde Alan García Pérez in de eerste ronde 45,8% van alle uitgebrachte stemmen, ook de ongeldige stemmen meegerekend. Het percentage García-stemmers ten opzichte van alle geldige stemmen gaf een meerderheid van 53,1% voor García te zien. De grondwet van Peru schreef echter voor dat de president de meerderheid van stemmen diende te halen, waardoor er een tweede ronde nodig was. De tegenkandidaat Alfonso Barrantes Lingán besloot zich echter terug te trekken om het land niet langer in onzekerheid te laten, waardoor García alsnog na één rond president van Peru werd.
Hieronder volgen de kandidaten die meer dan 1% van de stemmen behaalden, in verhouding tot het totaal aantal geldige stemmen:
| Kandidaat                | Alliantie/partij                                        | Stemmen   | %    |
| ------------------------ | ------------------------------------------------------- | --------- | ---- |
| Alan García Pérez        | Amerikaanse Populaire Revolutionaire Alliantie          | 3.452.111 | 53,1 |
| Alfonso Barrantes Lingán | Verenigd Links                                          | 1.605.139 | 24,7 |
| Luis Bedoya Reyes        | Democratisch Akkoord                                    | 773.313   | 11,9 |
| Javier Alva Orlandini    | Actie van het Volk                                      | 471.150   | 7,3  |
| Roger Cáceres Velásquez  | Nationaal Front van Werkers en Boeren (Nationaal Links) | 81.647    | 2,0  |
| Ongeldige stemmen        | Ongeldige stemmen                                       | 1.044.181 | -    |
| Totaal                   | Totaal                                                  | 7.544.836 | 100  |
| Geregistreerde kiezers   | Geregistreerde kiezers                                  | 8.333.433 | 90,6 |

### Kamer van Afgevaardigden
Hieronder volgt een overzicht van partijen en allianties die meer dan 1% van de stemmen behaalden:
| Alliantie/partij                                          | Stemmen   | %    | Zetels | +/-   |
| --------------------------------------------------------- | --------- | ---- | ------ | ----- |
| Amerikaanse Populaire Revolutionaire Alliantie            | 2.920.605 | 50,1 | 107    | +49   |
| Verenigd Links                                            | 1.424.981 | 24,4 | 48     | +38   |
| Democratisch Akkoord                                      | 649.404   | 11,1 | 12     | +10   |
| Actie van het Volk                                        | 491.581   | 8,4  | 10     | -88   |
| Nationaal Front van Arbeiders en Boeren (Nationaal Links) | 110.695   | 1,9  | 1      | -3    |
| Democratisch Front van Nationale Eenheid                  | 59.455    | 1,0  | 0      | Nieuw |
| Ongeldige stemmen                                         | 777.823   | -    | -      | -     |
| Totaal                                                    | 6.608.533 | 100  | 180    | 0     |
| Geregistreerde kiezers                                    | 8.282.545 | 79,8 | -      | -     |

### Senaat
Hieronder volgt een overzicht van partijen en allianties die meer dan 1% van de stemmen behaalden:
| Alliantie/partij                                          | Stemmen   | %    | Zetels | +/- |
| --------------------------------------------------------- | --------- | ---- | ------ | --- |
| APRA-Christendemocraten-Solidariteit en Democratie        | 3.099.975 | 51,3 | 32     | +14 |
| Verenigd Links                                            | 1.521.461 | 25,2 | 15     | +6  |
| Democratisch Akkoord                                      | 675.621   | 11,2 | 7      | +1  |
| Actie van het Volk                                        | 492.056   | 8,1  | 5      | -21 |
| Nationaal Front van Arbeiders en Boeren (Nationaal Links) | 103.874   | 1,7  | 1      | 0   |
| Ongeldige stemmen                                         | 1.162.305 | -    | -      | -   |
| Totaal                                                    | 7.206.943 | 100  | 61     | +1  |
| Geregistreerde kiezers                                    | 8.282.545 | 80,7 | -      | -   |